# Linha Verde (Metro Lissabon)
| Karte |      |                                                               |                                                               |
| Streckenlänge: | 9 km |                                                               |                                                               |
| |      |                                                               |                                                               |
| \| \| \| Linha Azul aus Amadora Este \| \| \| \| \| Pontinha geplanter Endpunkt der Linha Verde \| \| \| \| \| Linha Azul nach Santa Apolónia \| \| \| \| \| Padre Cruz geplant \| \| \| \| \| Senhora da Luz geplant \| \| \| \| \| Fernando Namora geplant \| \| \| \| \| Telheiras \| \| \| \| \| \| \| \| \| \| Linha Amarela aus Rato \| \| \| \| \| Campo Grande Anschluss zur Linha Amarela \| \| \| \| \| Linha Amarela nach Odivelas \| \| \| \| \| Linha Vermelha nach Aeroporto–São Sebastião/Alcântara,geplant \| \| \| \| \| \| \| \| \| \| Alvalade \| \| \| \| \| Roma Verbindung zum Bahnhof Roma-Areeiro \| \| \| \| \| Madrid geplant, direkter Übergang zum Bahnhof Roma-Areeiro \| \| \| \| \| Areeiro Verbindung zum Bahnhof Roma-Areeiro \| \| \| \| \| Verbindung zur Linha Vermelha \| \| \| \| \| Alameda Anschluss zur Linha Vermelha \| \| \| \| \| Arroios \| \| \| \| \| Anjos \| \| \| \| \| Intendente \| \| \| \| \| Martim Moniz \| \| \| \| \| Rossio \| \| \| \| \| Verbindung zur Linha Azul \| \| \| \| \| Baixa-Chiado Anschluss zur Linha Azul \| \| \| \| \| Cais do Sodré Übergang zur Linha de Cascais \| \| \| \| \| Wendeanlagen Cais do Sodré \| \| \| \| \| geplante Strecke der Linha Amarela nach Rato–Odivelas \| \| |      |                                                               |                                                               |
| U-Bahn-Strecke (im Tunnel) |      | Linha Azul aus Amadora Este                                   | Linha Azul aus Amadora Este                                   |
| U-Bahn-Haltepunkt / Haltestelle (im Tunnel) |      | Pontinha geplanter Endpunkt der Linha Verde                   | Pontinha geplanter Endpunkt der Linha Verde                   |
| U-Bahn-Abzweig ehemals geradeaus und nach rechts (im Tunnel) |      | Linha Azul nach Santa Apolónia                                | Linha Azul nach Santa Apolónia                                |
| U-Bahn-Haltepunkt / Haltestelle (Strecke außer Betrieb) (im Tunnel) |      | Padre Cruz geplant                                            | Padre Cruz geplant                                            |
| U-Bahn-Haltepunkt / Haltestelle (Strecke außer Betrieb) (im Tunnel) |      | Senhora da Luz geplant                                        | Senhora da Luz geplant                                        |
| U-Bahn-Haltepunkt / Haltestelle (Strecke außer Betrieb) (im Tunnel) |      | Fernando Namora geplant                                       | Fernando Namora geplant                                       |
| U-Bahn-Kopfbahnhof Strecke bis hier außer Betrieb (im Tunnel) |      | Telheiras                                                     | Telheiras                                                     |
| U-Bahn-Tunnelende |      |                                                               |                                                               |
| U-Bahn-Abzweig geradeaus und von rechts |      | Linha Amarela aus Rato                                        | Linha Amarela aus Rato                                        |
| |      | Campo Grande Anschluss zur Linha Amarela                      |                                                               |
| U-Bahn-Abzweig geradeaus und nach links |      | Linha Amarela nach Odivelas                                   | Linha Amarela nach Odivelas                                   |
| U-Bahn-Abzweig geradeaus und ehemals nach links |      | Linha Vermelha nach Aeroporto–São Sebastião/Alcântara,geplant | Linha Vermelha nach Aeroporto–São Sebastião/Alcântara,geplant |
| U-Bahn-Tunnelanfang |      |                                                               |                                                               |
| U-Bahn-Haltepunkt / Haltestelle (im Tunnel) |      | Alvalade                                                      | Alvalade                                                      |
| |      | Roma Verbindung zum Bahnhof Roma-Areeiro                      |                                                               |
| |      | Madrid geplant, direkter Übergang zum Bahnhof Roma-Areeiro    |                                                               |
| |      | Areeiro Verbindung zum Bahnhof Roma-Areeiro                   |                                                               |
| U-Bahn-Abzweig geradeaus und nach links (im Tunnel) |      | Verbindung zur Linha Vermelha                                 | Verbindung zur Linha Vermelha                                 |
| |      | Alameda Anschluss zur Linha Vermelha                          |                                                               |
| U-Bahn-Haltepunkt / Haltestelle (im Tunnel) |      | Arroios                                                       | Arroios                                                       |
| U-Bahn-Haltepunkt / Haltestelle (im Tunnel) |      | Anjos                                                         | Anjos                                                         |
| U-Bahn-Haltepunkt / Haltestelle (im Tunnel) |      | Intendente                                                    | Intendente                                                    |
| U-Bahn-Haltepunkt / Haltestelle (im Tunnel) |      | Martim Moniz                                                  | Martim Moniz                                                  |
| U-Bahn-Haltepunkt / Haltestelle (im Tunnel) |      | Rossio                                                        | Rossio                                                        |
| U-Bahn-Abzweig geradeaus und nach rechts (im Tunnel) |      | Verbindung zur Linha Azul                                     | Verbindung zur Linha Azul                                     |
| |      | Baixa-Chiado Anschluss zur Linha Azul                         |                                                               |
| |      | Cais do Sodré Übergang zur Linha de Cascais                   |                                                               |
| U-Bahn-Betriebs-/Güterbahnhof Strecke ab hier außer Betrieb (im Tunnel) |      | Wendeanlagen Cais do Sodré                                    | Wendeanlagen Cais do Sodré                                    |
| U-Bahn-Strecke (außer Betrieb) (im Tunnel) |      | geplante Strecke der Linha Amarela nach Rato–Odivelas         | geplante Strecke der Linha Amarela nach Rato–Odivelas         |

Die Linha Verde (auch Linha da Caravela genannt) ist eine der vier U-Bahn-Linien des Netzes der Metro Lissabon. Mit einer Länge von 9 Kilometern ist sie die kürzeste Linie und bedient 13 Stationen. Auf dem Netzplan ist sie grün eingezeichnet.

## Geschichte
Als erste Station des Netzes wurde Rossio im Jahre 1963 eröffnet, als das 1959 eröffnete Y-förmige Netz vom benachbarten Restauradores nach Rossio verlängert wurde. Es war vorgesehen, dass der südliche Ast in einer U-förmigen Kurve wieder nach Norden geführt werden sollte. Am 28. September 1966 ging die Strecke zwischen Rossio und Anjos mit den Haltestellen Soccoro (seit 1998 Martim Moniz) und Intendente in Betrieb. Sechs Jahre später, am 18. Juni 1972, konnte der Abschnitt Anjos–Alvalade dem Verkehr übergeben werden.
Durch den 1990 veröffentlichten Erweiterungsplan der Metro sollten die beiden Streckenäste, die bisher in Alvalade und Cidade Universitária endeten, 1993 in einem neuen Bahnhof Campo Grande verknüpft werden. Da somit das Netz eine Kreislinie mit einem abstehenden Ast nach Sete Rios umfasst hätte, wurde eine Linienreform vollzogen. Die Strecke Campo Grande–Alameda–Rossio–Sete Rios wurde zur Linha Azul, die Strecke von Campo Grande nach Rotunda zur Linha Vermelha. Nachdem Lissabon den Zuschlag für die Weltausstellung 1998 erhalten hatte, war nebst dem Bau der Linha Vermelha, die in Alameda an die Linha Verde anschließen sollte, auch eine Neustrukturierung des gesamten Netzes im Plano de Expansão da Rede 1999 genannten Erweiterungsplan vorgesehen. So sollten die beiden Kopfbahnhöfe am Tejoufer, Cais do Sodré und Santa Apolónia, ans U-Bahn-Netz angeschlossen werden. So wurde beschlossen, die bisherige Linha Azul in zwei eigenständige Linien aufzuspalten: Der Westast soll als Linha Azul über den Fährterminal Terreiro do Paço nach Santa Apolónia geführt werden, der Ostast als Linha Verde nach Cais do Sodré. Eine Verbindung der beiden Linien wurde beim neu erbauten Umsteigebahnhof Baixa-Chiado geschaffen. Am 18. April 1998 konnte die Verlängerung nach Cais do Sodré durchgehend in Betrieb genommen werden. Das blaue Pendant ging am 8. August 1998 bis Baixa-Chiado und erst 2007 bis Santa Apolónia in Betrieb. Die Strecke Restauradores–Rossio wird heute nur noch für Überführungsfahrten verwendet.
2002 wurde zudem die Linha Verde von Campo Grande um eine Station nach Telheiras verlängert.
In der Vergangenheit wurden zahlreiche Stationen bereits umgebaut, für die restlichen ist der Umbau in näherer Zukunft vorgesehen. Die Bahnsteige sollen neu für die Führung von Sechs-Wagen-Zügen verlängert werden und die Bahnhöfe selbst barrierefrei mit Aufzügen ausgestattet werden.

## Anschlüsse

### U-Bahn
Die Linha Verde ist jeweils einmal mit jeder anderen Linie des U-Bahn-Netzes verknüpft: In Campo Grande mit der Linha Amarela, in Alameda mit der Linha Vermelha und in Baixa-Chiado mit der Linha Azul.

### Andere Verkehrsmittel
Neben Bussen, die von fast jeder Station abfahren, besitzt die Linha Verde noch an den Stationen Cais do Sodré, Baixa-Chiado, Rossio, Martim Moniz und Intendente mehr oder weniger direkte Umsteigemöglichkeiten zur Straßenbahn. Die Haltestellen Cais do Sodré, Roma und Areeiro bieten Umsteigemöglichkeiten zur Eisenbahn an, Cais do Sodré zudem noch zu Fähren der Transtejo & Soflusa.

## Zukunft

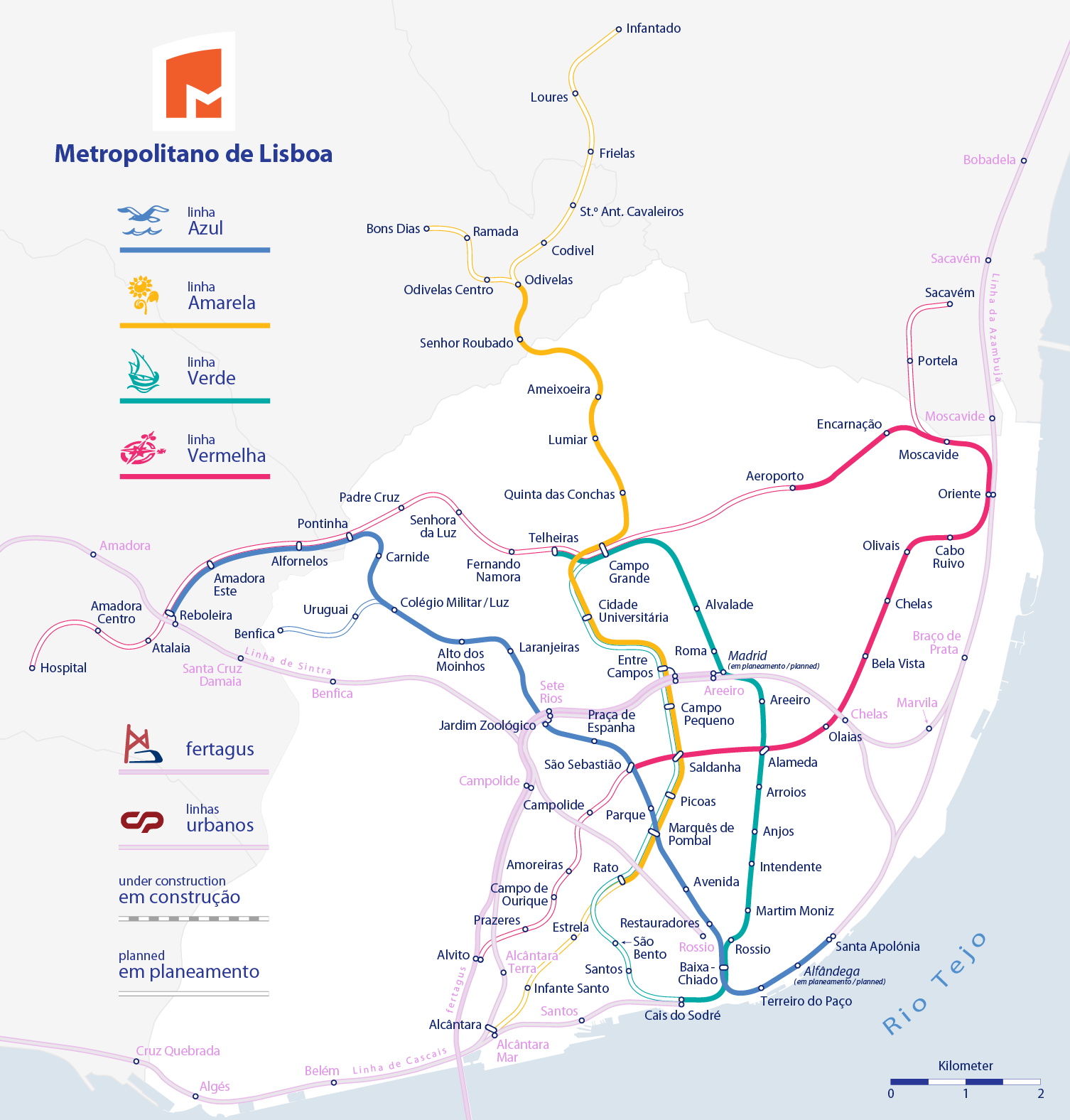
Die Ausbauvorhaben der Metro Lissabon bis 2020

### Verlängerung nach Pontinha
In nördliche Richtung ist eine Verlängerung zum bereits bestehenden Bahnhof Pontinha der Linha Azul geplant, jedoch ist die Umsetzung ungewiss, nachdem die meisten Erweiterungsprojekte der Metro Lissabon zurückgestellt wurden. Diese Verlängerung würde drei neue Stationen umfassen: Fernando Namora, Senhora da Luz und Padre Cruz. Diese neue Strecke könnte auch von der Linha Vermelha befahren werden, falls deren Verlängerung von Aeroporto nach Campo Grande gebaut würde.

### Neue Haltestelle Madrid
Zwischen den bestehenden Haltestellen Roma und Areeiro soll eine neue Haltestelle Madrid erstellt werden. Die Station würde direkt beim Bahnhof Roma-Areeiro der Linha de Cintura liegen und mit direkten Verbindungswegen zu diesem ausgestattet. Obwohl die Stationen Roma und Areeiro als Anbindung des Bahnhofs gelten, sind die Zugangswege jedoch ziemlich lang: Für Roma beträgt der Fußweg 220 Meter, für Areeiro gar 500 Meter.

### Ringlinie
Die Linha Verde könnte mittelfristig gar als Ringlinie geführt werden. Die Linha Amarela soll mittel- bis langfristig von Rato aus nach Cais do Sodré verlängert werden, so dass ein durchgehender Schienenkreis über Campo Grande entsteht. Gemäß den Planungen soll dann die Linha Verde den Abschnitt Campo Grande–Rato gemeinsam mit der Linha Amarela oder gar alleine befahren, dann deren geplanten Ast nach Cais do Sodré alleine übernehmen. Die Strecke Campo Grande–Telheiras–Pontinha würde von der Linha Vermelha übernommen, die nach Amadora führen soll.